# Seeschlacht vor Texel
Solebay – Erste Schooneveld – Zweite Schooneveld – Texel
Die Seeschlacht vor Texel (niederländisch: Slag bij Kijkduin, englisch: Battle of Texel, französisch: Bataille du Texel) am 11. Augustjul. / 21. August 1673greg., war die vierte Seeschlacht im Dritten Englisch-Niederländischen Krieg. Hierbei traf die Flotte der Niederlande auf die vereinigten Flotten von England und Frankreich in der Nordsee vor der niederländischen Insel Texel.

## Vorgeschichte
Engländer und Franzosen, unter dem Kommando von Ruprecht von der Pfalz, wollten nochmals Truppen in den Niederlanden landen und hatten in England 20.000 Mann zusammengezogen. Eine Flotte, bestehend aus mindestens 90 Linienschiffen und Fregatten, sollte die Landung decken und traf bei Texel auf 75 Schiffe der Niederländer.

## Verlauf
Der niederländische Kommandant Michiel de Ruyter nutzte die Kenntnisse der Küste aus und ihm gelang bereits in der Nacht vor der Schlacht, sich so unter die Küste zu manövrieren, dass er aus einer günstigen Windstellung angreifen konnte.
Er konnte die Luvposition erlangen und ließ geschwaderweise angreifen. Die deutlich schwächere niederländische Vorhut unter Admiral Banckers hatte die französische Vorhut beschäftigt und hingehalten. Die jeweilige Nachhut und die Hauptmacht beider Flotten waren in etwa gleich stark. Die Schlacht spielte sich in drei getrennten Gefechten ab. Die niederländische Vorhut durchbrach die gegnerischen Linien, ließ die französische Vorhut zurück und unterstützte danach den Angriff auf das Zentrum, während die Franzosen in der Folge passiv blieben. Dadurch konnte de Ruyter auch die Mitte gegen die Engländer behaupten und mit der Mittelmacht in das Gefecht der Nachhut eingreifen. Erst als es dunkel wurde und de Ruyter schon gewonnen hatte, kam auch die französische Flotte heran.
Am Abend brachen die Engländer den Kampf ab und gaben den Landungsversuch auf.